# Margaret Sharp
Pour les articles homonymes, voir Sharp.
Margaret Lucy Sharp (née le 21 novembre 1938) est une ancienne membre de la Chambre des lords du Royaume-Uni. Elle a siégé en tant que démocrate libérale.

## Jeunesse
Elle est la fille d'Osmund et de Sydney Hailstone. Elle fait ses études à la Tonbridge Grammar School et au Newnham College de Cambridge, où elle obtient un BA en 1960.

## Carrière
Elle a une carrière en tant qu'économiste avant d'entrer à la Chambre des lords. Le travail de Sharp englobait à la fois le monde universitaire et le service public, commençant dans la fonction publique, suivi d'un long passage à la London School of Economics (LSE), un court retour dans la fonction publique avec le National Economic Development Office à la fin des années 1970 et, depuis au début des années 1980, avec l'Unité de recherche sur les politiques scientifiques (SPRU) de l'Université du Sussex. Elle prend sa retraite de l'Université du Sussex en 1999, mais conserve une bourse de recherche.
La carrière politique de Sharp commence au début des années 1980 lorsqu'elle rejoint le Parti social-démocrate (SDP) nouvellement formé et est choisie pour se présenter à Guildford aux élections générales de 1983. Elle se présente à trois autres élections à Guildford pour le SDP, puis les libéraux démocrates, réduisant progressivement une majorité de 20 000 à 4500 voix et préparant la voie à la victoire de la démocrate libérale Sue Doughty aux élections de 2001.
Sur la scène nationale, elle joue un rôle actif dans l'élaboration des politiques, en présidant un certain nombre de groupes de travail et pendant plusieurs années en tant que vice-présidente de Paddy Ashdown au principal comité politique du Parti.
En tant que chef du groupe politique de l'enseignement supérieur, qui a produit le document "Qualité, diversité et choix, qui est maintenant la politique du parti, Sharp est considérée comme le chef d'orchestre du rejet par les libéraux démocrates des frais supplémentaires, ce qui contribue au succès du parti en remportant un certain nombre de sièges universitaires aux élections générales de 2005.
Elle est membre du conseil consultatif de la Campagne pour la science et l'ingénierie .
Elle est créée pair à vie en tant que baronne Sharp de Guildford, de Guildford dans le comté de Surrey le 1er août 1998, et est porte-parole de son parti sur les questions d'éducation, de science et de technologie à la Chambre des Lords. Elle prend sa retraite de la Chambre le 31 juillet 2016 .

## Vie privée
Elle épouse Thomas Sharp CBE en 1962. Il est conseiller Lib-Dem au Surrey County Council et au Guildford Borough Council.